# Liste der Monuments historiques in Gouzangrez
Die Liste der Monuments historiques in Gouzangrez führt die Monuments historiques in der französischen Gemeinde Gouzangrez auf.

## Liste der Bauwerke
| Bezeichnung                                                                                 | Beschreibung | Standort | Kennzeichnung | Schutzstatus | Datum | Bild           |
| ------------------------------------------------------------------------------------------- | ------------ | -------- | ------------- | ------------ | ----- | -------------- |
| Friedhofskreuz                                                                              |              | (Lage)   | PA00080076    | Inscrit      | 1926  |                |
| Kirche Notre-Dame-de-l’Assomption, wo sich auch die Grabplatte für Pierre de Pedou befindet |              | (Lage)   | PA00080077    | Inscrit      | 1926  | weitere Bilder |

## Liste der Objekte

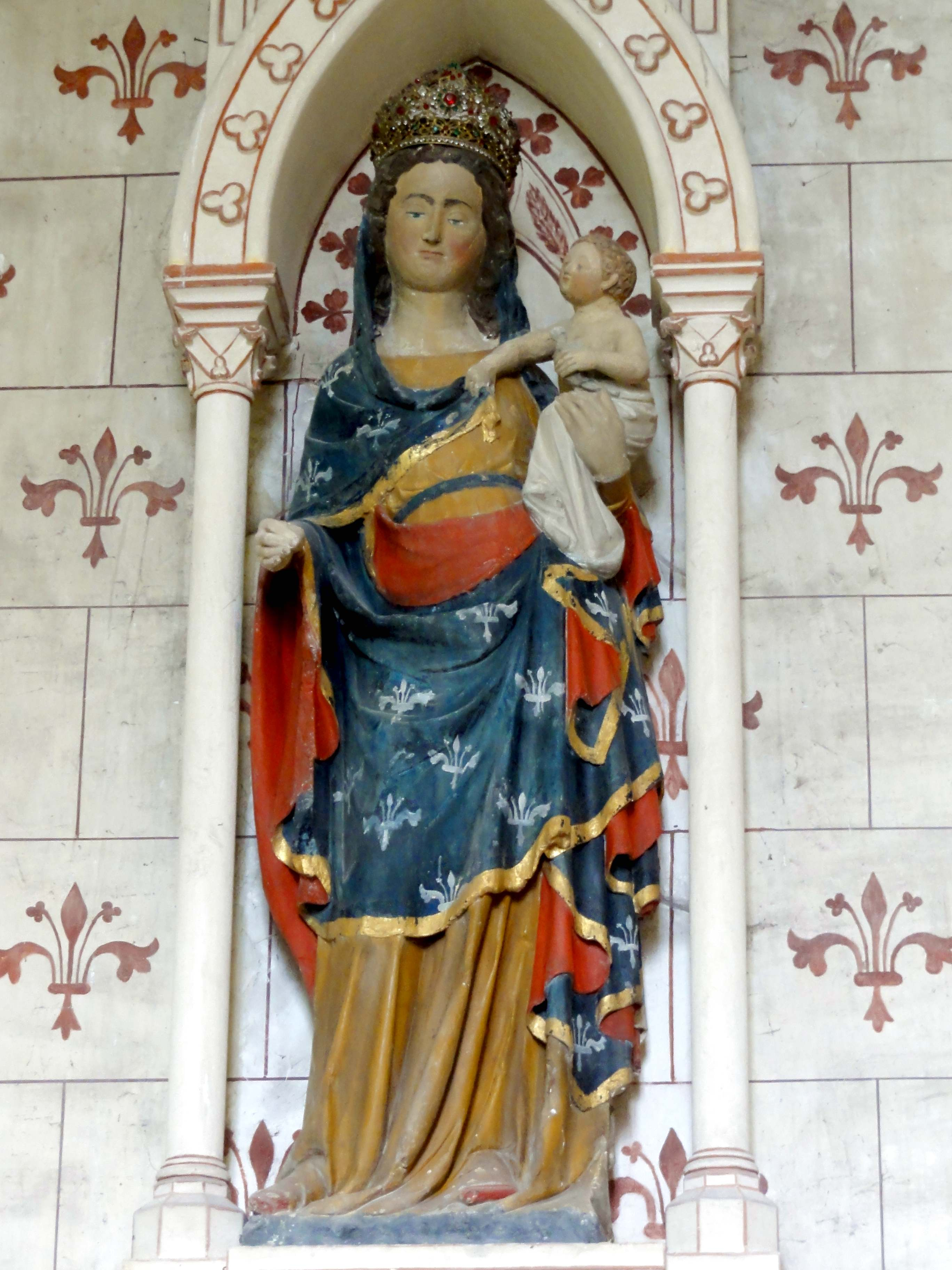
Skulptur Madonna mit Kind (14. Jahrhundert) in der Kirche Notre-Dame-de-l’Assomption

- Monuments historiques (Objekte) in Gouzangrez in der Base Palissy des französischen Kultusministeriums